# عبد العزيز بن مروان
عَبْدُ الْعَزِيزِ بْنُ مَرْوَانَ بْنِ الْحَكَمِ (27 هـ – 86 هـ) عبد العزيز بن مروان بن الحكم أمير مصر أبو الأصبغ المدني ولي العهد بعد عبد الملك عقد له بذلك أبوه واستقل بملك مصر عشرين سنة وزيادة.
يروي عن أبيه وأبي هريرة وعقبة بن عامر وابن الزبير وله بدمشق دار إلى جانب الجامع هي السميساطية روى عنه ابنه عمر بن عبد العزيز والزهري وكثير بن مرة وعلي بن رباح وابن أبي ملكية وبحير بن ذاخر، وثّقَهُ ابن سعد والنسائي وله في سنن أبي داود حديث قال سويد بن قيس بعثني عبد العزيز بن مروان بألف دينار إلى ابن عمر فجئته بها ففرقها قال ابن أبي مليكة شهدت عبد العزيز عند الموت يقول «ياليتني لم أكن شيئا ياليتني كهذا الماء الجاري» وقيل قال «هاتوا كفني أف لك ما أقصر طويلك وأقل كثيرك» وعن حماد بن موسى قال لما احتضر عبد العزيز أتاه البشير يبشره بماله الواصل في العام فقال مالك قال هذه ثلاث مئة مدى من ذهب قال مالي وله لوددت أنه كان بعرا حائلا بنجد قلت هذا قول كل ملك كثير الأموال فهلا يبادر ببذله.
قال ابن سعد وسعيد بن عفير والزيادي وغيرهم مات سنة خمس ثمانين وقال ابن يونس قال الليث مات في جمادى الآخرة سنة ست وثمانين قلت الأول أصح وقد كان مات قبله ابنه أصبغ بستة عشر يوما فحزن عليه ومرض ومات بحلوان مدينة صغيرة أنشأها على بريد فوق مصر وعاش أخوه عبد الملك بعده فلما جاءه نعية عقد بولاية العهد لابنيه الوليد ثم سليمان.

## نسبه وأسرته
هو: عبد العزيز بن مروان بن الحكم بن أبي العاص بن أمية بن عبد شمس بن عبد مناف بن قصي.
وعند عبد مناف يلتقي نسب عبد العزيز مع نسب رسول الله صلى الله عليه وسلم، أبوه مروان بن الحكم رابع خلفاء بني أمية، وابن عم الخليفة الراشد عثمان بن عفان مباشرة، ويُعد في الطبقة الأولى من التابعين، عمل رئيساًً للديوان في عهد عثمان، ثم أميراًً للمدينة في خلافة معاوية.
أمه هي: ليلى بنت زبان بن الأصبغ بن عمرو بن ثعلبة بن الحارث بن حصن بن ضمضم بن عدي، من بني كلب.
أشهر إخوة عبد العزيز هو الخليفة الأموي عبد الملك بن مروان الذي ولي الخلافة بدمشق بين عامي 65 ـ 86 هـ، ومنهم أيضاً بشر بن مروان الذي ولاه الخليفة الأموي على العراق وقضى على ثورة مصعب بن الزبير الذي خرج تابعاً لأخيه عبد الله بن الزبير، ومنهم محمد بن مروان أمير الجزيرة والثغور.

## قدوم عبد العزيز إلى مصر
بُويع مروانُ بالخلافة في الجابية من نواحي دمشق في ذي القعدة 64 هـ، وكانت مصر حينئذٍ تحت إمرة عبد الرحمن بن جحدم الفهري من قبل ابن الزبير، فلما استتبَّ أمر خلافة الأمويين في الشام بتولية مروان بعد الهَرج الذي حدث إثر وفاة الخليفة معاوية بن يزيد، لم يتردد أنصار الأمويين في مصر في دعوة مروان لتخليصها من الزبيريين، فأرسل مروان جيشاً من دمشق بقيادة ابنه عبد العزيز تبعه هو بجيش آخر على رأسه خالد بن يزيد وعمر بن سعيد بن العاص، وأخوه عبد الرحمن.

## عبد العزيز وعظم مسؤولياته
حين قدم مروان إلى مصر جعل على شرطته عمرو بن سعيد بن العاص، ولما خرج ومعه عمرو جعل عبد العزيز على شرطته عابس بن سعيد المرادي، ونرى عابساً ينوب عن عبد العزيز عندما خرج إلى دمشق سنة 67 هـ، وحين توفي عابس سنة 68 هـ ولى عبد العزيز مكانه زياد بن حناطة بن حلاوة التجيبي، ولما توفي سنة 75 هـ ولى عبد العزيز على الشرطة عبد الرحمن بن حسان التجيبي، ثم ولى عليها يونس بن عطية الحضرمي سنة 84 هـ، فعبد الرحمن بن معاوية بن حديج سنة 86 هـ.
وجعل عبد العزيز على الحرس والخيل جناب بن مرثد الرعيني. زار عبد العزيز الإسكندرية أربع مرات لتأمينها وتوطيد السلطان الإسلامي فيها.
ومن أهم أعماله: أنه اهتم بأعمال الإصلاح والتعمير فأقام الأبنية والحمَّامات وكان عهده عهد رخاء وتقدم واطمئنان أقام مقياسًا على النيل لتحيد ارتفاع المياة ومقدار الضرائب.

## كرمه
كان عبد العزيز يقول: عجباً لمؤمن يوقن أن الله يرزقه، ويوقن أن الله يخلف عليه، ثم يدخر مالاً عن عظيم أجر أو حسن سماع، وروى الكندي أنه كانت لعبد العزيز ألف قصعة تنصب حول داره، ومئة تدار في البلد ليأكل الناس، وفي ذلك يقول الشاعر عبد الله بن قيس الرقيات:

## عبد العزيز الباني المشيد
بنى عبد العزيز بالفسطاط داراً للإمارة سنة 67 هـ، وجعل لها قبة مذّهبة، ومن عظم هذه الدار كانت تُعرف بالمدينة. زاد عبد العزيز مسجد عمرو بن العاص من جوانبه سنة 77 هـ. بنى المساجد والاستراحات.
كذلك أقام عبد العزيز قنطرة على خليج أمير المؤمنين عند الحمراء القصوى سنة 69 هـ ونُقش عليها اسمُه، وموقعها حالياً عند مجرى العيون في القاهرة، وقد اندثرت ورُدم الخليج نفسه بعد ذلك.

## بناء حلوان
بنى عبد العزيز حلوان لكي تكون مشتى له، ثم أتخذها مركزًا لحكمه بعد أن وقع طاعون في الفسطاط سنة 70 هـ، وقد احتفر عبد العزيز عين حلوان، وأقام فيها بركة عظيمة، كما بنى فيها المساجد والأسواق وحسنها حتى قيل أنه أنفق في بنائها مئة ألف دينار، كما أنشأ في حلوان قناطر تحمل إليها الماء من عيون المقطم. وأنشأ قناطر معلقة مشيدة على أعمدة تصل الماء بالبركة غرس في حلوان الأشجار والنخيل وبنى بها المساجد والأبنية الفخمة نشر في مصر الأمن والامان بفضل حسن سياسته.

## أزواجه وأولاده وأحفاده

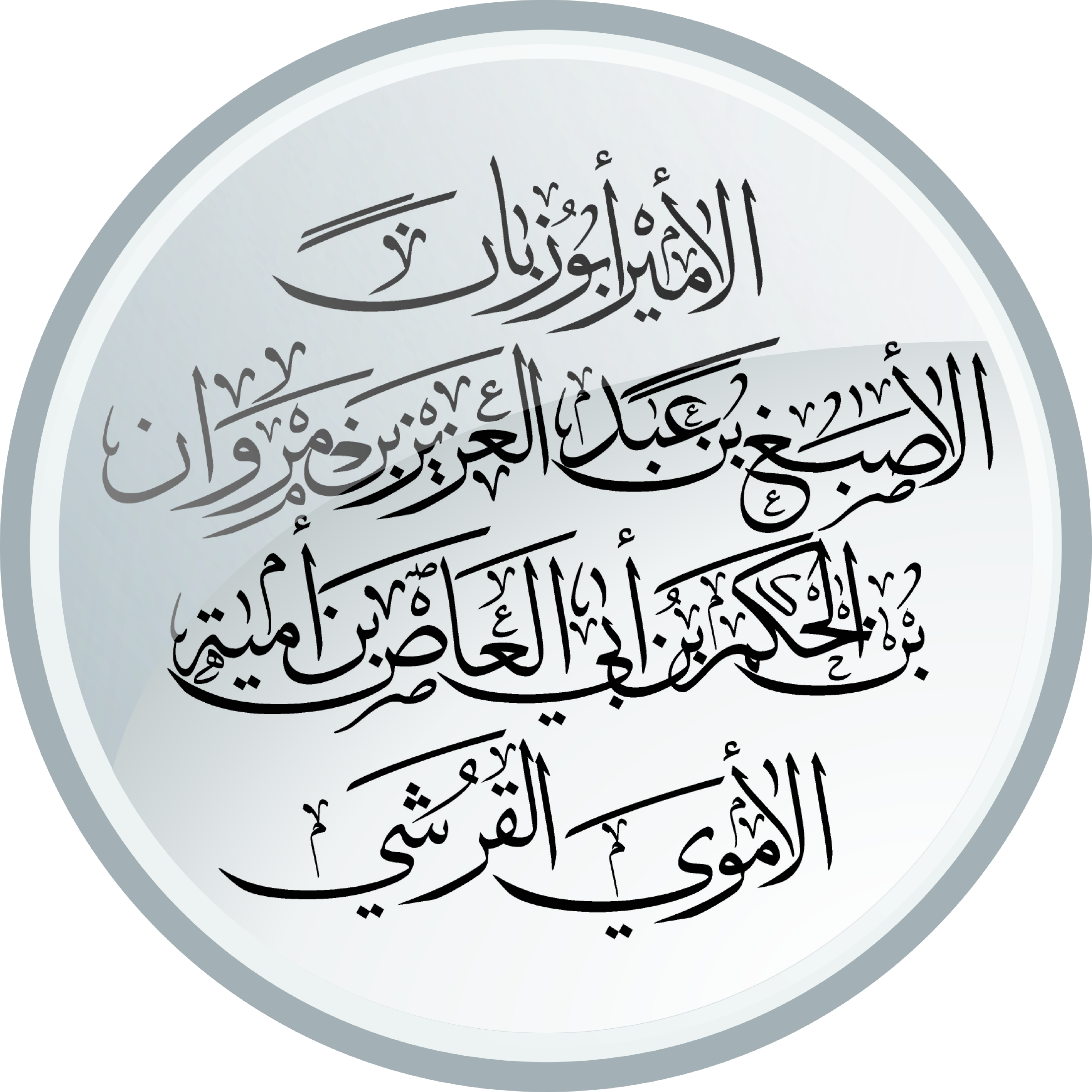
الأمير أبو زبان الأصبغ بن عبد العزيز بن مروان بن الحكم بن أبي العاص بن أمية بن عبد شمس الأموي القرشي.

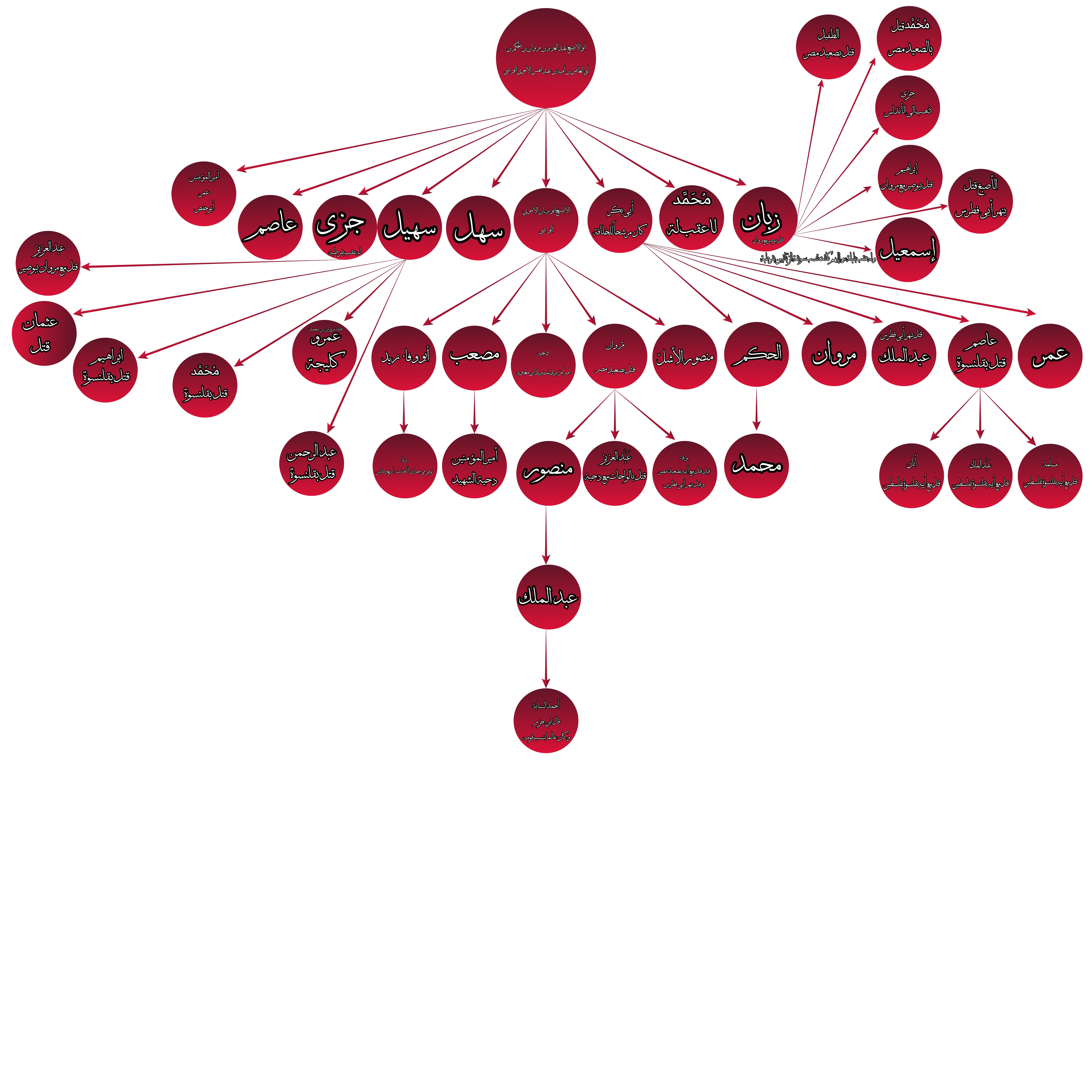
ذرية أبو الأصبغ عبد العزيز بن مروان بن الحكم بن أبي العاص الأموي القرشي.

تزوج عبد العزيز أم كلثوم الساعدية، وأروى الخولانية وكانتا قبله عند مسلمة بن مخلد الأنصاري. كما تزوج ليلى بنت سهل الكلابية وأنجبت له أم البنين التي تزوجها الخليفة الوليد بن عبد الملك.
وتزوج أيضاً حفصة بنت عبد الله بن عمرو بن عثمان بن عفان وماتت عنده. وتزوج كذلك أم عاصم بنت عاصم بن عمر بن الخطاب وولدت له ابنه الخليفة عمر بن عبد العزيز.
أما عن أبنائه فأشهرهم:
- الأصبغ بن عبد العزيز، وهو ابنه الأكبر وبه كان يُكنى، ويكنى الأصبغ بن عبد العزيز بأبي زبان، وكان ساعده في حكمه وقد توفي قبل أبيه بعشرين يوماً في ربيع الأخر 86 هـ.
- ومن أبناءه زبان بن عبد العزیز الذي بنى له حماماً في الفسطاط، ومنهم أيضاً سهيل بن عبد العزيز.
- أما أشهر أبناءه على الإطلاق فهو الخليفة العادل عمر بن عبد العزيز الذي ولد في المدينة وقيل في مصر سنة 61 هـ، وتولى الخلافة سنة 99 هـ خلفاً للخليفة سليمان بن عبد الملك، ومات سنة 101 هـ وكان يُضرب به المثل في الزهد والعدل.
- محمد بن عبد العزيز بن مروان ليس له عقب.
- سهل بن عبد العزيز.
- عاصم بن عبد العزيز.
- أبي بكر بن عبد العزيز بن مروان.

وأشهر بنات عبد العزيز هي أم البنين بنت عبد العزيز التي تزوجت الخليفة الوليد بن عبد الملك.
ومن أشهر أحفاد عبد العزيز عمرو بن سهيل بن عبد العزيز الذي ثار على مروان بن محمد سنة 132 هـ، وفي عهد الخليفة المهدي العباسي خرج الثائر الأموي دحية بن مصعب بن الأصبغ بن عبد العزيز الذي دعا لنفسه بالخلافة في الصعيد، وتعلق به المصريون، ودارت معارك بين العباسيين ودحية انتهت بأسره، وحُمل إلى الفسطاط فقُتل في جمادى الأخرة سنة 169 هـ وبُعث برأسه إلى المهدي في بغداد.

## وفاة عبد العزيز بن مروان
توفي في حلوان في جمادى الأولى سنة 85 هـ.